# 中立國監察委員會
中立國監察委員會（英語：Neutral Nations Supervisory Commission, ；：／）是依1953年7月27日簽訂的朝鮮停戰協定所設立的中立國軍事代表團及監察機關。該委員會與聯合國軍事停戰委員會是兩個監督朝鮮民主主義人民共和國（即朝鮮）以及大韓民國（即韓國）間關係的主要機構。
中立國監察委員會的主要任務是以監督及調查等方式確保朝韓兩國確實遵守停戰協定第13條(c)項及第13條(d)項的規定（相關條文詳見後述），並對委員會提出履行報告。
根據停戰協定的規定，中立國監察委員會的組織應該含有4名高級官員：其中兩名應由聯合國軍提名的中立國任命；另外兩名則應由朝鮮人民軍以及中國人民志願軍所共同提名的中立國指派。這裡所指稱的「中立國」係指任何沒有參與朝鮮半島武力衝突的國家。聯合國軍提名瑞士及瑞典擔任監察委員會成員，而朝鮮人民軍和中國人民志願軍則選擇捷克斯洛伐克及波蘭。
中立國監察委員會旗下有一個由20個中立國家所組成的「中立國視察小組」，其中10國的代表團永久駐紮於朝韓兩國的港口，另外10國的代表團則是機動的。停戰協定中並未規定中立國視察小組的作業規範。瑞士及瑞典兩國的代表團規模較小，並十分仰賴地主國予以人力、交通工具以及通訊設備等支援，以將調查報告回報予監察委員會。捷克及波蘭的代表團就相對大得多，並能自行供給諸如大型無線電卡車、通譯員及媒體器材等設備。

## 歷史

### 1953年～1957年
中立國監察委員會的第一次會議於1953年8月1日舉行。
1954年時，韓國方面曾對監察委員會的調查表示不滿；另外，聯合國軍、瑞士以及瑞典亦皆曾質疑委員會的運作平衡性。同年7月31日，韓國國軍警告委員會若不撤出韓國，便會採取行動。示威者隨後企圖闖進位於仁川市的委員會營地，但被美軍衛兵所阻攔。在經過委員會的內部討論，並獲得軍事停戰委員會的同意後，視察小組人數被減少至約先前的一半。
1955年3月，韓國國會無異議地通過了中立國監察委員會的視察小組應該逐出韓國領土的表決案。1955年5月，美國認為應將其調查及監督行動已嚴重干擾聯合國軍一事告知委員會，並同時告知聯合國軍已提議使「停戰協定第13條(d)項失其效力」。 1955年8月，時任韓國總統的李承晚依據國會的表決案，要求監察委員會離開韓國；後來1200名鐵路工人及300名朝鮮戰爭老兵試圖闖入位於月尾島（월미도）的委員會營區，但被數百名使用催淚瓦斯的美軍部隊所驅離。對委員會視察小組的示威活動持續延燒至該年的9月及10月。
1956年5月31日，由於美國認為朝鮮人民軍方面正在重整武裝並企圖避開視察小組的檢查，聯合國軍因而要求委員會的永久駐紮視察小組撤離韓國港口。雖然軍事停戰委員會嚴正反對這項決定，但視察小組依然於1956年6月9日撤出。緊接著，駐紮於朝鮮港口的視察小組亦於數日後撤離。由於缺少視察小組的支援，因此自此刻開始，監察委員會的功能被限縮至僅能記錄雙方所提供的資訊；委員會的工作人員人數也被縮減。
在1957年6月21日的軍事停戰委員會的一次會議上，美國告知朝鮮代表聯合國軍已不再受停戰協定第13條(d)項的拘束；該條係為防止參戰國家將新式武器帶入朝鮮半島而設，而確保該條款的履行則是中立國監察委員會的主要任務之一。1958年1月，美國將載有核子彈頭的MGR-1戰術飛彈以及M65 280毫米核子火炮部署至韓國，一年後又再部署了射程能遠達中國及蘇聯的MGM-1飛彈。

### 1958年～1995年

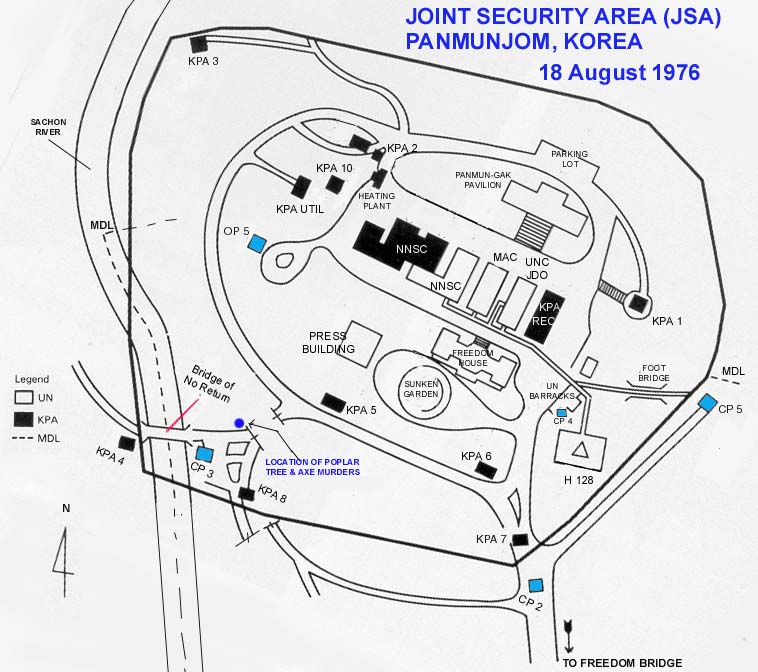
一張1976年8月18日的共同警備區的地圖。圖中標示了中立國監察委員會的建築物位置，以及CP# 5的所在位置，另外亦可看見瑞典及瑞士營區的入口。

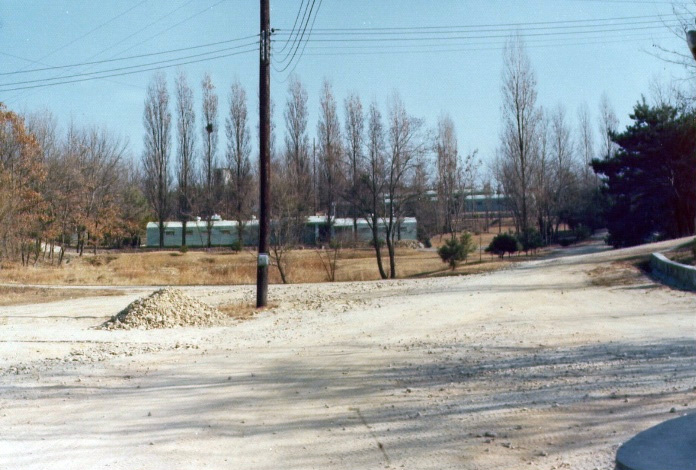
中立國監察委員會營區的入口，1976年。

在中立國視察小組撤離後，朝鮮方面便認為中立國監察委員會僅是一個有名無實的機構。1970年，一份美國軍備控制與裁軍署（Arms Control and Disarmament Agency）的報告中稱中立國監察委員會的存在目的即是「為了監督朝韓兩國對停戰協定第13條(c)項及第13條(d)項等規定的履行；而該規定既已失其效力，委員會本身亦已無存續的理由」。
中立國監察委員會內的歷史學家如此形容這樣的情況：
美國及韓國將不再受捷克斯洛伐克和波蘭的牽制，並可以自由地加速兩國聯軍武裝的現代化；兩國現在更可以從容地革除先前不斷造成阻礙的各種不便，甚至有能力反制朝鮮和中國可能用於對抗韓美兩國的政治宣傳手段。中立國監察委員會現在成為一種象徵，其持續存在的目的僅是為了消除無人監督或調停的恐懼。
自1956年6月開始到1996年為止，監察委員會雖然已失去對雙方的控制，但其依然持續將參戰國的軍事人員人數報告彙整予軍事停戰委員會。委員會中波蘭、捷克、瑞典及瑞士的代表團人數皆在逐漸減少：1956年6月9日已減少至每國14名成員，1960年代減少至每國9名成員，1978年時更減至每國僅6名成員。
瑞典及瑞士委員及其工作人員的營區位於朝鮮非軍事區的南端，並與共同警備區毗鄰。波蘭及捷克的原本位於軍事停戰線以北的營區目前已被朝鮮人民軍收回，並用於其他用途。
在東歐巨變後，捷克斯洛伐克及波蘭相繼加入北大西洋公約組織；隨後於1993年的天鵝絨分離中，捷克斯洛伐克分裂為捷克共和國以及斯洛伐克共和國。這一連串的事件使朝鮮認為中立國監察委員已失去其公正性及中立性，並進一步宣稱該委員會已不存在。朝鮮於1993年驅逐了捷克委員。隨後於1995年，波蘭委員亦被驅逐。
自1995年起，朝鮮便不再承認中立國監察委員會的存在。瑞典及瑞士委員則持續將韓國軍隊人數的報告送交朝鮮，而朝鮮方面則悉數予以忽略。即便無法繼續監看朝鮮軍隊的動態，波蘭委員仍持續出席監察委員會的會議。

### 2008年後

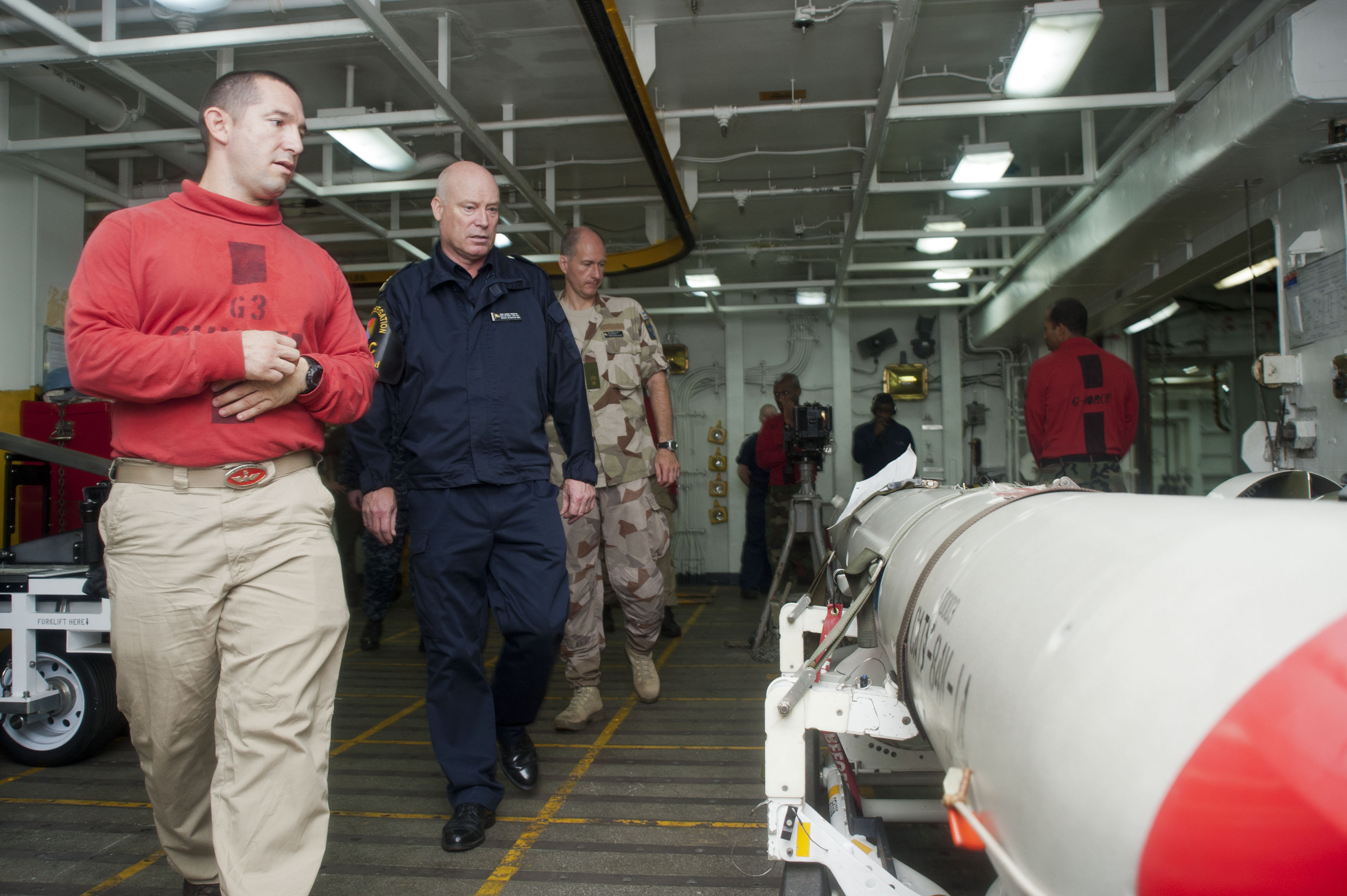
一名瑞典委員於2012年在喬治·華盛頓號航空母艦上觀看一枚陸地攻擊飛彈。

從2008年開始，中立國監察委員會的任務已從先前的監督及調查，轉變為維繫雙邊關係，並保持聯絡管道的暢通。5名瑞士代表及5名瑞典代表駐紮於韓國板門店附近，以負責執行監察委員會的業務。現今，他們的主要任務是向朝鮮展示其存在的事實，並宣示停火協定仍然有效。波蘭委員團偶爾會出席板門店會議，但目前其立場已向韓國傾斜。緩和政策的倡議以及維護共同警備區內的安全亦是現今委員會活動架構下的一環。
瑞典委員團曾表示其目前的任務是維持委員會的實效性。其亦提及委員會目前僅與聯合國軍尚有聯繫，而與朝鮮的聯繫則早已中斷。
委員會持續監看韓國國軍的規模，也會關注美韓年度大型聯合軍事演習的動向。每當有朝鮮人民進入韓國，委員會便會詢問他們是希望被遣返回朝鮮，亦或是留在韓國。有的時候，中立國監察委員會也會參與軍事停戰委員會的調查作業，例如於天安艦沉沒事件中，中立國監察委員會便曾參與調查韓國的活動。
波蘭方面則持續派遣代表出席每年兩次的委員會會議。委員會方面認為波蘭委員的持續出席，使四分之三的原始委員國皆仍在會議內，而有助於維持委員會的公正性以及合法性。
由于自1995年来朝方长期不收取会议报告，中立國監察委員曾经通过開啟會議室中通向朝鮮領土一端的門并挥舞会议报告的方式引起注意。这一举动因2014年被朝方宣称為「挑釁行為」而随之中止。
中立監察委員會的年度開支約為400萬美元。委員會營區內設施的維護及修繕是由美國陸軍公共工程局（US Army Directorate of Public Works, DPW）負責的。

## 歷史上的中立國成員
| 瑞士於中立國監察委員會中的委員團規模 | 瑞士於中立國監察委員會中的委員團規模 |
| 年份                                 | 人員人數                             |
| ------------------------------------ | ------------------------------------ |
| 1953                                 | 96                                   |
| 1956                                 | 14                                   |
| 1960                                 | 9                                    |
| 1978                                 | 6                                    |
| 1994                                 | 5                                    |

### 瑞士
1953年8月1日，第一批總人數為96人的瑞士委員團抵達韓國；這個數字在接下來的幾個月內迅速成長為150人，以協助委員團執行監看及調查等作業。在調查團撤出朝鮮半島後，委員團人數遽降至14人。在後來的數十年內，委員團的人數持續下降，並最終於1995年減至現今的5人。目前瑞士委員團的團長主要自瑞士國防部或外交部中挑選，通常一屆任期為三至五年。另外，委員團內還有4名後備軍官負責為期一至兩年的協助工作。

### 捷克斯洛伐克

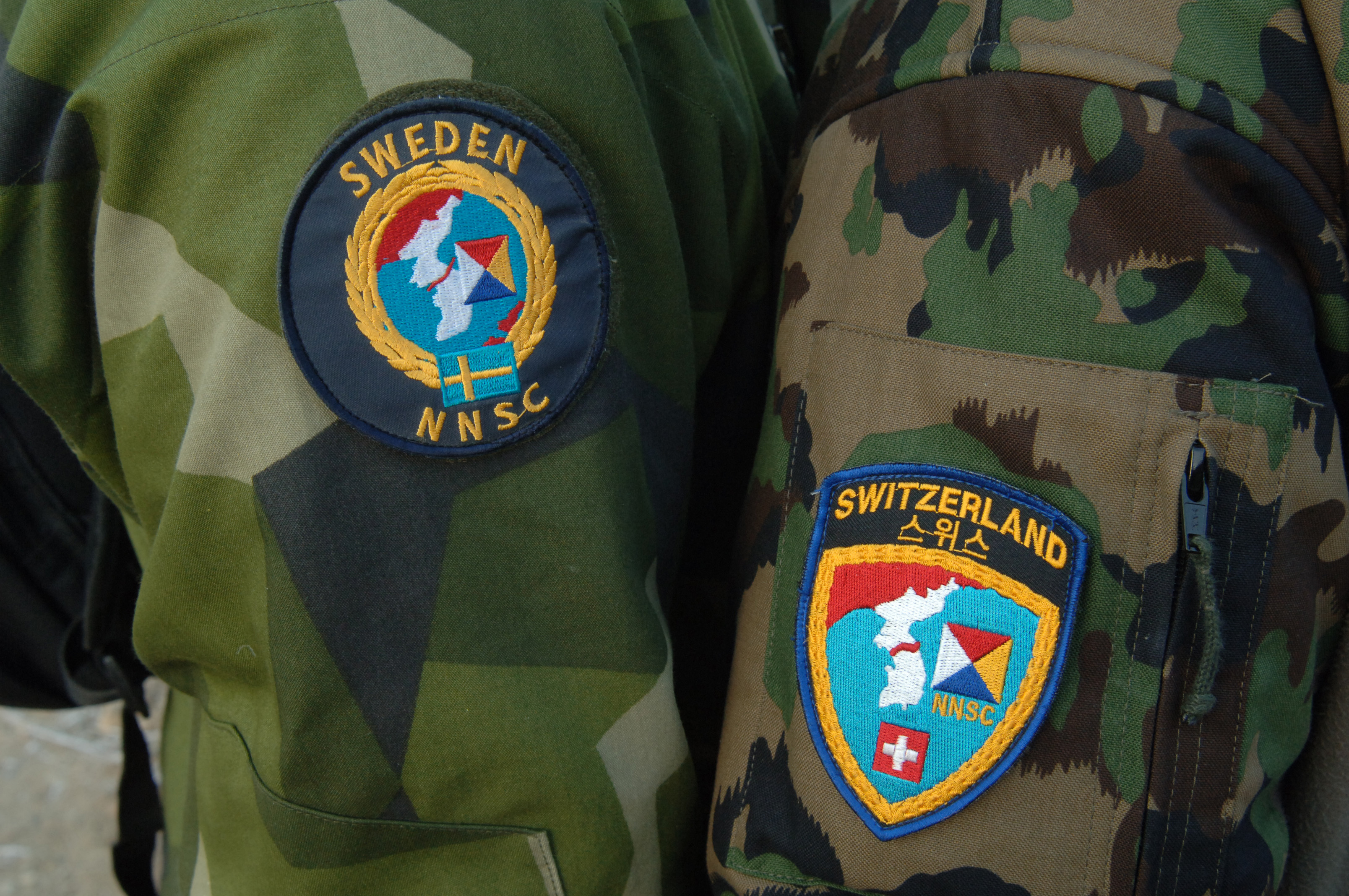
瑞典及瑞士的中立國監察委員會人員制服臂章。

捷克斯洛伐克的大型委員團於1953年8月經由空中運輸或是鐵路交通的方式抵達板門店，總人數共計300人。在委員會成立的最初四年內，捷克斯洛伐克方面約有500至600人參與會議。第一批捷克斯洛伐克委員團的故事被收錄於《以中立國監察委員會捷克斯洛伐克委員團的視角看停戰協定後的朝鮮半島》（The Korean Peninsula after the Armistice as Seen by Czechoslovak Delegates to the Neutral Nations Supervisory Commission）一書中。該書中包含了250張由捷克委員團於1953年至1956年間拍攝的歷史照片，另外還有四份由Seungju Hong、Jaroslav Olša,jr.、Gabriel Jonsson以及Alex Švamberkwhich等四人所撰寫關於委員會早期歷史的文獻。這些照片當時被韓國及捷克媒體公開刊登於如韓國時報等報紙上。
捷克斯洛伐克後來的委員團規模逐漸縮小。捷克斯洛伐克和平分離後，捷克及斯洛伐克兩國皆同意由捷克共和國繼續行使前捷克斯洛伐克於委員會中的職權。然而於1993年4月時，捷克委員團遭朝鮮自板門店的營區中強制驅離。該事件之後，捷克便未再指派任何委員參加中立國監察委員會的會議。
2013年是朝鮮停戰協定簽署的60週年，捷克駐韓大使館為此舉辦了一連串的活動以紀念捷克斯洛伐克在中立國監察委員會中的貢獻。

## 朝鮮停戰協定中的相關規定
中立國監察委員會的主要任務是監督朝韓雙方確實履行朝鮮停戰協定第13條(c)項及第13條(d)項（中文版中稱為寅項及卯項）的規定；該規定主要是為了防止參戰國進一步自朝鮮半島境外增援兵力（第13條(c)項/寅項），同時防堵外國勢力於朝鮮半島上部署新式武器裝備，但容許雙方以「一件換一件」的方式替換已損壞或不堪使用的裝備（第13條（d）項/卯項）。停战协定规定，其中、朝、英文文本均为正式文本，具同等效力。協定中文本如下：
十三、为保证军事停战的稳定，以利双方高一级的政治会议的进行来达到和平解决，敌对双方司令官:
寅、停止自朝鲜境外进入增援的军事人员；但在下述规定范围内的部队与人员的轮换，担任临时任务的人员的到达朝鲜，以及在朝鲜境外作短期休假或担任临时任务后的人员的返回朝鲜则予准许。「輪換」的定义为部队或人员由开始在朝鲜服役的其他部队或人员所替换。轮换人员仅得经由本停战协定第四十三款所开列的口岸进入与撤离朝鲜。轮换须在一人换一人的基础上进行，但任何一方在任何一个月份内不得在轮换政策下自朝鲜境外进入三万五千名以上的军事人员。如一方军事人员的进入将造成该方自本停战协定生效之日以来所进入朝鲜的军事人员总数超过该方自同日以来离开朝鲜的军事人员的累积总数时，则该方的任何军事人员即不得进入朝鲜。关于军事人员的到达与离开朝鲜须每日向军事停战委员会及中立国监察委员会提出报告；此项报告须包括入境与离境的地点及每一地点入境与离境人员的数目。中立国监察委员会经由其中立国视察小组须在本停战协定第四十三款所开列的口岸对上述批准的部队与人员的轮换进行监督与视察。
卯、停止自朝鲜境外进入增援的作战飞机、装甲车辆、武器与弹药；但停战期间毁坏耗损的作战飞机、装甲车辆、武器与弹药得在同样性能同样类型的一件换一件的基础上进行替换。此等作战飞机、装甲车辆、武器与弹药仅得经由本停战协定第四十三款所开列的口岸进入朝鲜。为确证为替换目的而输入朝鲜的作战飞机、装甲车辆、武器与弹药有其需要，关于此等物件的每批输入须向军事停战委员会及中立国监察委员会提出报告；此项报告中须说明被替换的物件的处置情况。撤出朝鲜的将被替换的物件仅得经由本停战协定第四十三款所开列的口岸撤出。中立国监察委员会经由其中立国视察小组须在本停战协定第四十三款所开列的口岸对上述批准的作战飞机、装甲车辆、武器与弹药的替换进行监督与视察。

## 流行文化

### 流行文化
2000年—韓國虛構電影《共同警戒區JSA》的中心角色瑞士陸軍少校張蘇菲，就是中立國監察委員會的委員。